# Condylura cristata

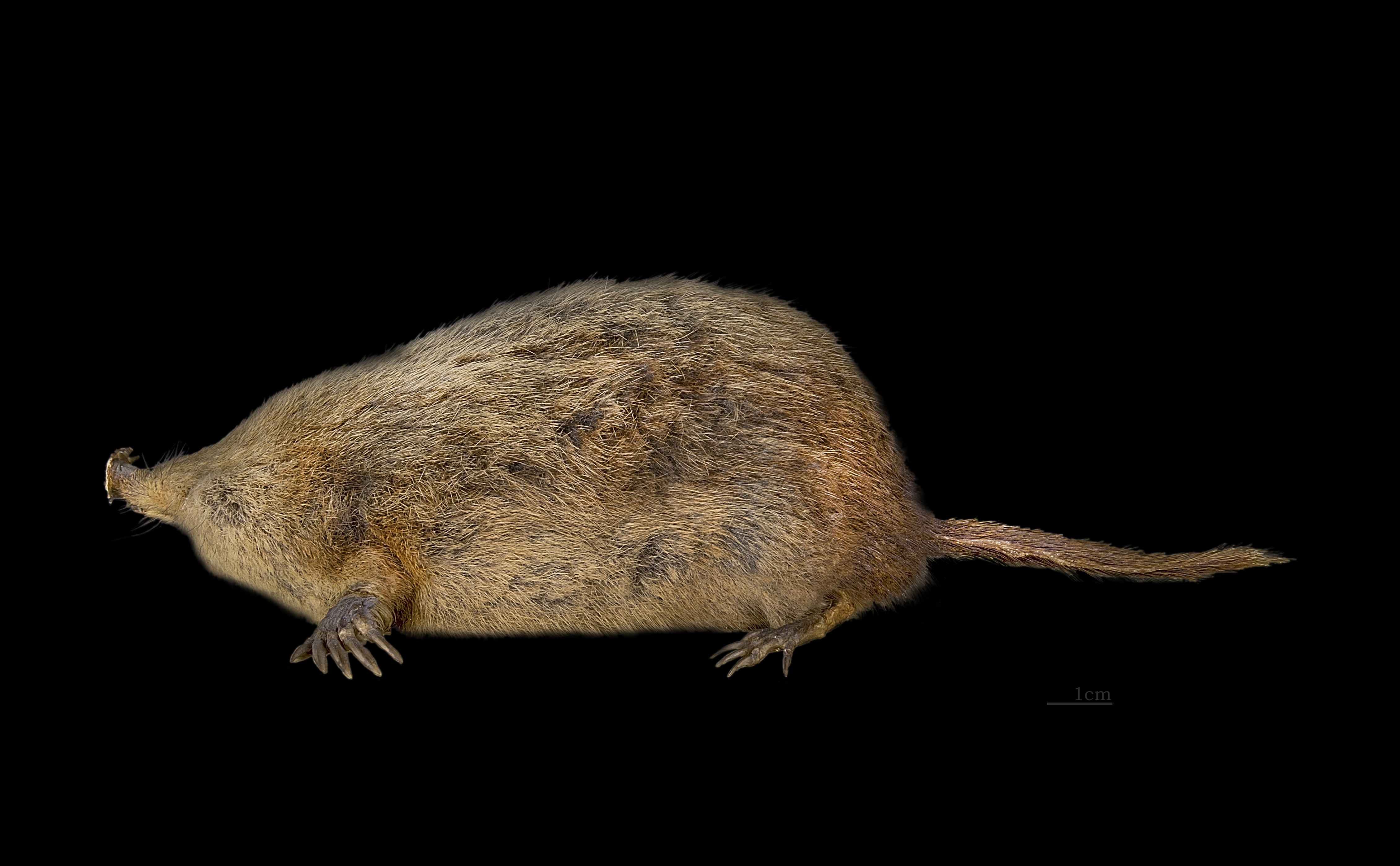
Espécimen de un topo de nariz estrellada (Condylura cristata).

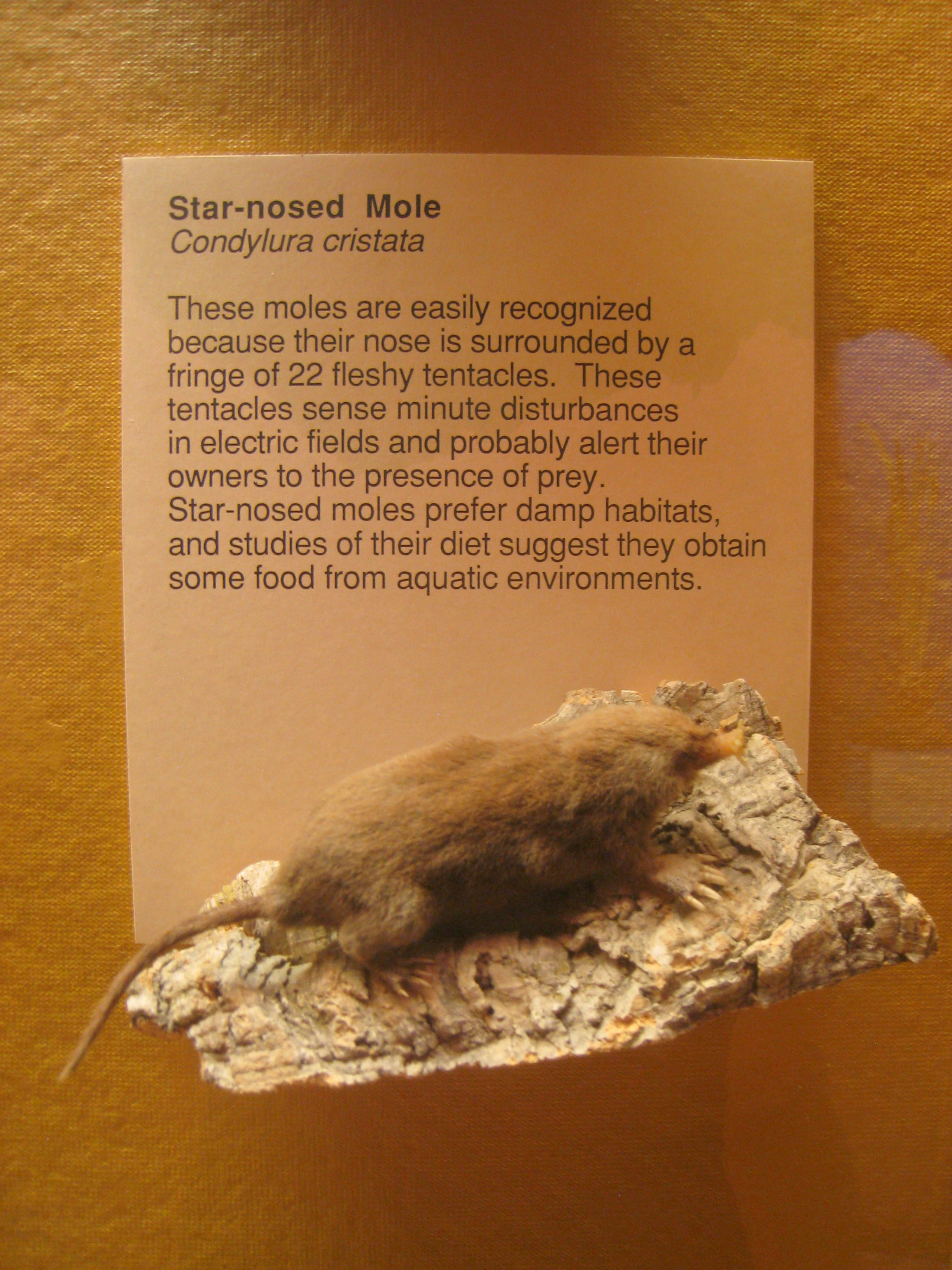
Aspecto general de un topo de nariz estrellada en el museo de historia natural.

El topo de nariz estrellada (Condylura cristata) es una especie de mamífero soricomorfo de la familia Talpidae que se distribuye en Norteamérica, especialmente en la costa nordeste de Estados Unidos. Es el único representante del género Condylura y de la tribu Condylurini.

## Características
En cuanto a la morfología, los adultos miden de 15 a 20 cm longitud, pesan unos 56 gramos, y poseen 44 dientes. El carácter distintivo del grupo es la presencia de 22 tentáculos rosados, móviles y flexibles al final del hocico. Dichas prolongaciones poseen una gran sensibilidad táctil; esencial en la captura de gusanos, insectos y crustáceos. Esto lo hace parecer que su cabeza ha sido reemplazada por un pulpo.
Su pelo es corto y abundante, de color gris oscuro con garras afiladas que le permiten cavar la tierra y desplazarse por los túneles. El cuerpo es fuerte y grueso, de forma cilíndrica, y posee extremidades delanteras robustas: constan de pies anchos y grandes garras.
Su cola, larga y escamosa, posee algunos pelos gruesos y se va estrechando conforme termina.

### Nariz
Los tentáculos nasales, de naturaleza sensitiva, están erizados de receptores conocidos como órganos de Eimer. En 1871, fueron descritos por primera vez por el zoólogo alemán Theodor Eimer basándose en el topo europeo. La posesión de dicha estructura sensitiva es común en los topos, aunque el de nariz estrellada es el que los posee en mayor número, debido a que C. cristata es prácticamente ciego, se sospecha que emplea la nariz para detectar la actividad eléctrica de los animales de presa, si bien no existe una evidencia empírica consistente para dicha aseveración. Parece que la dentición y la modificación nasal de la especie es una adaptación para capturar a presas extraordinariamente pequeñas. Un artículo en Nature, una revista científica de prestigio, indica que este animal es uno de los que más velozmente ingieren a sus presas, con un retardo de tan sólo 120 milisegundos entre cada presa viva deglutida. Su encéfalo decide en tan sólo 8 ms si la presa es comestible o no lo es: dicho tiempo roza la velocidad máxima de transmisión neuronal del impulso nervioso.
La roseta de tentáculos nasales es, por lo tanto, un órgano sensorial que suple los otros sentidos en el hábitat subterráneo y acuático del animal: a modo de los dedos de la mano, su precisión y sensibilidad son máximas.

## Historia natural
El hábitat del topo de nariz estrellada son las tierras bajas húmedas; se alimenta de pequeños invertebrados, insectos acuáticos, gusanos y moluscos. Es un buen nadador, y puede dispersarse por los cursos de agua, incluso en contra de la corriente. Como otros topos, puede excavar túneles subterráneos; es común que una de las entradas de éstos sea subacuática. Su patrón de actividad es diurno, con un letargo invernal, época en la que puede perforar la nieve y cursos de agua semicongelados para escapar de las inclemencias del tiempo. No se conoce demasiado sobre la etología de la especie, pero se sospecha que se trata de un animal colonial.
El periodo de reproducción es invernal, alcanzando a veces la primavera temprana: la hembra pare una camada de 4 o 5 crías al final de la primavera o inicio del verano.
Sus depredadores son las rapaces nocturnas, como Bubo virginianus, y diurnas, como Buteo jamaicensis, además de mofetas y mustélidos.

### Caza
Cuando abre camino entre tierras blandas, sube y baja su cabeza continuamente. Bajo tierra el sentido de la vista de este topo no le sirve para nada. El topo caza inclinando su cabeza hacia el suelo rápidamente pudiendo tocar entre 10 y 12 puntos diferentes en un solo segundo gracias a su nariz estrellada. Con cada contacto, 100.000 nervios envían información a su cerebro todos contenidos en una nariz más pequeña que la punta de un dedo. Además, es uno de los pocos animales del mundo que puede oler bajo el agua, soplando burbujas y aspirándolas de nuevo por su nariz.

## Reproducción
Elige a su pareja a finales del otoño hasta mediados del invierno. En primavera o inicios del verano, después de unos 45 días de gestación, dan a luz una camada de 4 a 6 crías. Las crías nacen sin pelo, con aproximadamente 49 mm de longitud y pesando alrededor de 1,5 g. Sus ojos y oídos permanecen cerrados y los tentáculos de la estrella se doblan hacia atrás. Estos tres órganos comienzan a utilizarse después de 15 días. 
Las hembras cuidan de sus crías y las amamantan durante todo el verano, hasta que estas logran cuidarse por sí mismas. A los 30 días de edad, los jóvenes topos estrellados ya son bastante independientes, y a los 10 meses ya se consideran casi adultos. 
Acerca de su longevidad, no se sabe demasiado. Ya que la hembra solo da a luz una camada al año. Quizás vivan unos 3 o 4 años. Los depredadores que amenazan al topo de nariz estrellada son principalmente las aves rapaces. Actualmente esta especie no se encuentra en peligro de extinción, y no es presa de caza del ser humano.

## Subespecies
Se reconocen dos subespecies de Condylura cristata.
- Condylura cristata cristata
- Condylura cristata nigra